# Hino Nacional de Samoa
The Banner of Freedom (em samoano:  Samoa Tula'i; em português:  A Bandeira da Liberdade) é o hino nacional de Samoa. O título faz referência à bandeira do país, que foi adotada e apresentada com o hino, em 1 de janeiro de 1962, quando a nação passou a ser independente da Nova Zelândia. A obra é de Sauni Iiga Kuresa.